# Koreaceratops
Koreaceratops ist eine Gattung der Vogelbeckensaurier (Ornithischia) aus der Gruppe der Ceratopsia.

## Entdeckung und Benennung
Die fossilen Überreste von Koreaceratops wurden in der Nähe der Stadt Hwaseong in Südkorea entdeckt und 2010 erstbeschrieben. Der Gattungsname leitet sich von Korea und dem griechischen keratops (=„Horngesicht“), einem häufigen Namensbestandteil bei Ceratopsiern, ab. Typusart und einzig beschriebene Art ist K. hwaseongensis, das Artepitheton wurde leitet sich von der Stadt Hwaseong ab. Koreaceratops ist der erste auf der koreanischen Halbinsel entdeckte Ceratopsier.

## Merkmale
Koreaceratops war ein kleiner Vertreter der Ceratopsia. Bislang ist ein einziges Skelett bekannt, das aus einem fast vollständigen Schwanz, beiden Ischia und Teilen der unteren Hinterbeine mit Fußknochen besteht. Das erhaltene Schwanzskelett besteht aus 36 Wirbeln und ist 81 Zentimeter lang. Wahrscheinlich fehlen vier bis fünf Wirbel. Kennzeichnend für die Gattung sind sehr hohe Neuralbögen der vorderen Schwanzwirbel, die fünf Mal höher sind als die zugehörigen Wirbelkörper. Ähnliche verlängerte Neuralbögen kommen auch bei Montanoceratops, Udanoceratops, Protoceratops und Bagaceratops vor, sind unabhängig voneinander in diesen lediglich entfernt miteinander verwandten Gattungen entstanden und sind möglicherweise eine Anpassung an eine amphibische Lebensweise. In diesem Fall hätten die hohen Neuralbögen als Stütze für einen hohen, seitlich abgeflachten Ruderschwanz gedient. Ein weiteres Kennzeichen von Koreaceratops ist das einzigartige, mit zwei Gruben versehene Astragalus, die von einem auffälligen Grat voneinander getrennt werden.

## Systematik und Datierung
Koreaceratops wird innerhalb der Ceratopsia zu den urtümlichen (basalen) Vertretern der Neoceratopsia gerechnet. Nach Einschätzung der Erstbeschreiber ist er höher entwickelt als Archaeoceratops, aber urtümlicher als Cerasinops und alle weiter entwickelten Ceratopsier. Die Funde stammen aus dem Tando-Basin, einer Gesteinseinheit, deren Sedimente auf ein Alter von etwa 103 Millionen Jahre datiert werden konnten und somit in das Albium fallen, der spätesten Stufe der Unterkreide.